# Kolekce Série
Kolekce Série je sochařské dílo Ireny Jůzové.
V roce 2004 začala Irena Jůzová prvními kresebnými návrhy téma, ze kterého se v průběhu času stal dlouhodobý projekt. Kolekce Série vyvrcholil v monumentální realizaci reprezentující Českou republiku na mezinárodní přehlídce 52. bienále v italských Benátkách v roce 2007.

## O Kolekci Série
Ke vzniku tématu Irenu Jůzovou přivedly velmi osobní pohnutky. Přemýšlela o sobě jako o ženě, o své práci, jaký má smysl a význam, jakou má finanční hodnotu výsledný umělecký produkt a jak cenu určit, o trhu s uměním a o měně.Nejprve zaznamenávala do skicáku jakési kresby kůží s erotickým nábojem a uvažovala i o použití nafukovací panny, která je k prodeji v sexshopech. Myšlenku použití již hotového artefaktu velmi rychle zavrhla a rozhodla se použít odlitek kůže z vlastního těla.
V roce 2005 se nechala celá odlít do sádry a ze vzniklého odlitku formy získala sádrovou kopii svého těla. Z kopie se vyrobila lukoprenová forma a z ní následně lukoprenový odlitek kůže.
Materiál pro odlitek dlouho hledala a jako nejvhodnější byl použit transparentní lukopren, vyhovující svým alabastrovým vzhledem a mírně trhavou konzistencí. Představa byla taková, že kůže bude evokovat svlečení z těla.
Irena Jůzová měla připravenou formu a materiál pro nekonečnou řadu odlitků kůže svého těla a samostatných odlitků rukou a nohou. Odlitky bylo třeba adjustovat a idea byla taková, aby byly zabaleny jako zboží do obalů. Výsledek měl působit jako z pásové výroby na lince pro nekonečné množství zboží.
Zásadní pro vývoj a budoucí finální realizaci projektu Kolekce Série byla podpora Ireny Jůzové společnosti Model Obaly a.s. v Opavě a v Nymburce.
Vznikla intenzivní spolupráce (2005 – 2010) s vývojovým technologem C.A.D. Tomášem Heřmánkem, který se podílel nejen na výsledné realizaci obalů pro "zboží", ale později na vzniku architektonického řešení stavby do česko-slovenského pavilonu v Itálii a na vzniku vitríny pro Limitovanou edici Kolekce Série (2010).
Pro Kolekci Sérii se vyrobila řada obalů – malé podstavce pro ruce, trojobal pro kůže, malé boxy s iniciálami IJ.